# 轨道周期
軌道週期（也稱為公轉週期）是給定的天體完成圍繞另一個物體一次的軌道所需的時間。在天文學，它通常適用於圍繞太陽運行的行星 或小行星、衛星繞軌道運行的行星、系外行星繞其母恆星運行，或聯星的互繞。它也可以指人造衛星繞行星或衛星運行完成一個軌道所需的時間。
對於一般的天體，軌道週期是由軌道天體圍繞其母天體公轉360°公轉決定的，例如地球繞太陽轉。 
天文學中的週期以時間單位表示，通常是小時、天或年。它的倒數是軌道頻率，是一種轉動頻率，單位為赫茲。

## 圍繞中心天體運行的小天體

橢圓的半長軸（“a”）和半短軸（“b”）。

根據克卜勒第三定律，兩個點質量在圓形或橢圓軌道中相互繞行的軌道週期“T”為：
{\displaystyle T=2\pi {\sqrt {\frac {a^{3}}{GM}}}}
此處：
- a是軌道的半長軸
- G是萬有引力常數，
- M是質量較大物體的質量。

對於具有給定半長軸的所有橢圓，無論離心率如何，軌道週期都是相同的。
相反，為了計算物體必須繞軌道運行的距離才能具有給定的軌道週期T：
{\displaystyle a={\sqrt[{3}]{\frac {GMT^{2}}{4\pi ^{2}}}}}
例如，質量為100公斤左右的一個小天體，必須在距離中心天體的質心 1.08公尺的距離處運行，才能每24小時完成一個軌道。
在完美圓形軌道的特殊情況下，半長軸a等於軌道的半徑，軌道速度恆定且等於
{\displaystyle v_{\text{o}}={\sqrt {\frac {GM}{r}}}}
此處：
- r是以米為單位，圓形軌道的半徑，

這對應於逃逸速度的1⁄√2倍（≈ 0.707倍）。

### 中心體密度的影響
對於密度均勻的完美球體，可以在不測量質量的情況下重寫第一個方程，如下所示：
{\displaystyle T={\sqrt {{\frac {a^{3}}{r^{3}}}{\frac {3\pi }{G\rho }}}}}
此處：
- r是球體的半徑
- a是軌道的半長軸，
- G是引力常數，
- ρ是球體的密度。

例如，一個半徑為0.5米的鎢球體表面上方10.5 公分的圓形軌道上的小物體，將以略高於1 毫米/秒的速度行進，每小時完成一個軌道。如果同一個球體由鉛組成，那麼小天體只需要在地表上方6.7 毫米處運行，就能維持相同的軌道週期。
當一個非常小的物體位於圓形軌道上，幾乎高於任何半徑和平均密度“ρ”（單位為 kg/m3）的球體表面時，上述方程簡化為 
{\displaystyle T={\sqrt {\frac {3\pi }{G\rho }}}}
（因為“r”現在幾乎等於“a”）。因此，無論其大小如何，低軌道的軌道週期僅取決於中心天體的密度。
因此，對於做為中心天體的地球（或任何其它具有相同平均密度的球對稱天體，大約 5,515公斤/米3，例如密度為5,427公斤/米3的水星和密度為5,243公斤/米3的金星，我們得到：
T = 1.41 小時
對於由水構成的身體，密度 ρ〜1,000公斤/米3，或具有相似密度的天體，例如土星的衛星伊阿珀托斯密度為1,088公斤/米3和特提斯 與 984 kg/m3我們得到：
T = 3.30 小時
因此，作為使用像「G」這樣的非常小的數位的替代方法，可以使用一些參考材料（例如水）來描述萬有引力的強度：球形水體表面上方軌道的軌道週期為 3小時18分鐘。相對的，如果我們有一個密度單位，這可以用作一種“通用”的時間單位。

## 兩個相互繞行的天體
在天體力學中，當必須考慮兩個軌道天體的質量時，軌道週期“T”可以計算如下：
{\displaystyle T=2\pi {\sqrt {\frac {a^{3}}{G\left(M_{1}+M_{2}\right)}}}}
此處：
- a是物體中心移動橢圓的半長軸的總和，換言之，在以一個天體為原點的參考系中，另一個天體橢圓軌道的半長軸或者等效值（即等於它們對於圓形軌道的恆定間隔），
- M1 + M2是兩個物體質量的總和，
- G是萬有引力常數。

在拋物線或雙曲軌跡中，運動不是週期性的，完整軌跡的持續時間是無限的。

## 相關週期
對於天體來說，「軌道週期」通常是指「恆星週期」，由一個天體圍繞其主體相對於投影在天空中的恆星旋轉360°。對於地球 繞太陽運行的情況，這個週期被稱為恆星年。這是慣性（非旋轉）參考系中的軌道週期
軌道週期可以通過多種方式定義。「回歸週期」更具體地與母恆星的位置有關。它是回歸年和日曆年的基礎。
「會合週期」不是指與其他天體的軌道關係，這使得它不僅僅是對物體圍繞其母星的軌道的不同方法，而且是與其它物體（通常是地球）及其繞太陽軌道的軌道關係的週期。它適用於行星返回相同類型現象或位置所經過時間，例如當任何行星在其連續觀測到的合或與太陽衝 所經過的時間。例如，木星與地球的會合週期為398.8天；因此，木星的衝日大約每13個月發生一次。
有許多與物體軌道相關的週期，每個週期都經常用於天文學和天體物理學的各個領域，特別是它們不能與其它旋轉週期（例如自轉週期）混淆。一些常見軌道的範例包括：
- 會合週期是一個物體相對於兩個或多個其它物體在同一點重新出現所需的時間。在常見用法中，這兩個物體通常是地球和太陽。兩個連續的衝或兩個連續的合之間的時間也等於會合週期。對於太陽系中的天體，由於地球繞太陽運動，會合週期（相對於地球和太陽）與回歸週期不同。例如，從地球看到的月球軌道相對於太陽的朔望週期為29.53個平均太陽日，因為月相和相對於太陽和地球的位置在此週期之後重複。由於地球繞太陽運動，這比其繞地球軌道的恆星週期長，平均太陽日為27.32個太陽日。
- 交點週期（因為與日月食相關，也稱為龍週期） 是物體通過其升交點的兩次通道之間經過的時間，即其軌道從天球南半球到北半球穿過黃道的點。這個週期與恆星週期不同，因為物體的軌道平面和黃道平面相對於恆星的進動，所以它們的交點，即節點線，也相對於恆星進動。儘管黃道平面通常固定在其在特定曆元所佔據的位置，但物體的軌道平面仍然進動，導致交點週期與恆星週期不同[5]。
- 近點週期是一個物體在其近點處的兩次通道所經過的時間（對於太陽系中的行星，稱為近日點），它是它最接近吸引體的點。它與恆星週期不同，因為物體的半長軸通常因為進動而緩緩變化。
- 此外，地球的回歸週期（回歸年）是其自轉軸與太陽的兩次對齊之間的時間間隔，也被視為物體在赤經0小時處的兩次通道。一個地球年略短於太陽沿黃道完成一圈的週期（恆星年），因為斜軸和赤道面緩慢進動（相對於參考恆星旋轉），在軌道完成之前與太陽重新對齊。地球的這種軸向進動週期被稱為「歲差」，大約每 25,772 年重複一次[6]。

週期也可以根據不同的特定天文學定義來定義，這些定義主要是由其它天體的小型複雜外部引力影響引起的。這些變化還包括兩個天體質心真實的位置（重心）、其它行星或天體的攝動、軌道共振、廣義相對論等等。大多數都是通過詳細的複雜天文學理論使用天體力學通過天體測量對天體進行精確位置觀測來研究的

### 會合週期
在不同軌道上繞第三個天體運行的兩個天體的可觀察特徵之一是它們的「朔望週期」，即合的時間。
這種相關週期描述的一個例子是從地球表面觀測到的天體的重複週期，即“朔望週期”，適用於行星返回相同類型的現象或{{nowrap|位置 — 所經過的時間，例如，當任何行星在其連續觀測到與太陽的合或衝之間返回時。例如，木星與地球的合朔週期為398.8地球日；因此，木星的衝大約每13個月發生一次。
如果將圍繞第三個天體的兩個天體的軌道週期稱為T1和 T2，若T1 < T2，它們的朔望週期由下式給出：
{\displaystyle {\frac {1}{T_{\mathrm {syn} }}}={\frac {1}{T_{1}}}-{\frac {1}{T_{2}}}}

## 恆星週期和會合週期的例子
太陽系相對於地球的會合週期表：
| 天體                 | 恆星週期 | 恆星週期         | 會合週期 | 會合週期 |
| 天體                 | （yr）   | (日)             | (年)     | (日)     |
| -------------------- | -------- | ---------------- | -------- | -------- |
| 水星                 | 0.240846 | 87.9691日        | 0.317    | 115.88   |
| 金星                 | 0.615    | 224.7日          | 1.599    | 583.9    |
| 地球                 | 1        | 365.25636 太陽日 | —        | —        |
| 火星                 | 1.881    | 687.0            | 2.135    | 779.9    |
| 木星                 | 11.86    | 4331             | 1.092    | 398.9    |
| 土星                 | 29.46    | 10,747           | 1.035    | 378.1    |
| 天王星               | 84.01    | 30,589           | 1.012    | 369.7    |
| 海王星               | 164.8    | 59,800           | 1.006    | 367.5    |
| 134340 冥王星        | 248.1    | 90,560           | 1.004    | 366.7    |
| 月球                 | 0.0748   | 27.32 日         | 0.0809   | 29.5306  |
| 毀神星（近地小行星） | 0.886    |                  | 7.769    | 2,837.6  |
| 灶神星               | 3.629    |                  | 1.380    | 504.0    |
| 穀神星               | 4.600    |                  | 1.278    | 466.7    |
| 健神星               | 5.557    |                  | 1.219    | 445.4    |
| 凱龍（喀戎）         | 50.42    |                  | 1.020    | 372.6    |
| 創神星               | 287.5    |                  | 1.003    | 366.5    |
| 鬩神星               | 557      |                  | 1.002    | 365.9    |
| 賽德娜               | 12050    |                  | 1.0001   | 365.3    |

對於行星的衛星，會合週期通常意味著太陽-會合週期，即在行星表面的天文學家完成衛星相對於太陽的相位所需的時間。地球的運動不會決定其它行星的這個值，因為地球的觀察者沒有被這些衛星繞其軌道運行。例如， 戴摩斯的會合週期為1.2648日，比其恆星週期1.2624日長0.18%。。

### 相對會合週期
會合週期的概念不僅適用於地球，也適用於其它行星； 會合週期的計算採用與上述相同的公式。下表列出了一些行星相對於太陽和彼此的會合週期 ：
| 相對於    | 火星  | 木星  | 土星  | 2060 凱龍 | 天王星 | 海王星 | 冥王星 | 創神星 | 鬩神星 |
| --------- | ----- | ----- | ----- | --------- | ------ | ------ | ------ | ------ | ------ |
| 太陽      | 1.881 | 11.86 | 29.46 | 50.42     | 84.01  | 164.8  | 248.1  | 287.5  | 557.0  |
| 火星      |       | 2.236 | 2.009 | 1.954     | 1.924  | 1.903  | 1.895  | 1.893  | 1.887  |
| 木星      |       |       | 19.85 | 15.51     | 13.81  | 12.78  | 12.46  | 12.37  | 12.12  |
| 土星      |       |       |       | 70.87     | 45.37  | 35.87  | 33.43  | 32.82  | 31.11  |
| 2060 凱龍 |       |       |       |           | 126.1  | 72.65  | 63.28  | 61.14  | 55.44  |
| 天王星    |       |       |       |           |        | 171.4  | 127.0  | 118.7  | 98.93  |
| 海王星    |       |       |       |           |        |        | 490.8  | 386.1  | 234.0  |
| 冥王星    |       |       |       |           |        |        |        | 1810.4 | 447.4  |
| 創神星    |       |       |       |           |        |        |        |        | 594.2  |

### 軌道週期示例：聯星
| 聯星               | 軌道週期.       |
| ------------------ | --------------- |
| 獵犬座AM           | 17.146分鐘      |
| 漸台二 AB          | 12.9075日       |
| 南門二 AB          | 79.91年         |
| 比鄰星 – 南門二 AB | 500,000年或更長 |

## 恒星周期和會合周期的关系
哥白尼导出一个数学公式，通过會合周期计算恒星周期。
常用缩写
E = 地球的恒星周期
P = 其它行星的恒星年
S = 其它行星的會合周期
在时间S内，地球向前移动角度是（360°/E）S（假设为圆形轨道），星星移动的角度是（360°/P）S.
如果天体是一颗内測行星，就是说它环绕太阳公转一整圈所需要的时间比地球短：
{\displaystyle {\frac {S}{P}}360^{\circ }={\frac {S}{E}}360^{\circ }+360^{\circ }}
使用代数来简化：
{\displaystyle S={\frac {1}{{\frac {1}{P}}-{\frac {1}{E}}}}}
如果天体是一颗外側行星，就是说它环绕太阳公转一整圈所需要的时间比地球长：
{\displaystyle {\frac {S}{P}}360^{\circ }={\frac {S}{E}}360^{\circ }-360^{\circ }}
使用代数来简化：
{\displaystyle S={\frac {1}{{\frac {1}{E}}-{\frac {1}{P}}}}}
从地球和天体角速度的差异来看，这两个公式非常容易理解。天体的视角速度等于它的角速度减去地球的角速度，而恒星周期就是一个圆周除以这个天体的视角速度。

## 計算

### 小天體繞中心天體運轉
天文學中繞中心天體在圓或者橢圓軌道上運轉的小天體軌道週期為：
{\displaystyle T=2\pi {\sqrt {\frac {a^{3}}{\mu }}}}
{\displaystyle \mu =GM}，〈標準重力參數〉
其中：
- {\displaystyle a}，是軌道半長軸的長度,
- {\displaystyle G}，是引力常数,
- {\displaystyle M}，是中心天體的質量

T：小時, R：天體半徑
若中心天體為太陽，我們可以簡單的設
{\displaystyle T={\sqrt {a^{3}}}}
T的单位為年, a是以天文單位表示的距離。等同于克卜勒第三定律。

## 書目
- Bate, Roger B.; Mueller, Donald D.; White, Jerry E., , Dover, 1971